# Labios de churrasco
Labios de churrasco es una película de Argentina filmada en blanco y negro dirigida por Raúl Perrone sobre su propio guion que se estrenó el 3 de julio de 1994 y que tuvo como actores principales a Fabián Vena, Violeta Naón, Gustavo Prone y Carlos Briolotti.

## Sinopsis
Tres muchachos hijos del suburbio, de la calle y de la depresión económica, deambulan por un micro mundo donde la delincuencia, la incomprensión y la soledad son permanentes compañeros.

## Reparto
- Fabián Vena
- Violeta Naón
- Gustavo Prone
- Carlos Briolotti
- Fernando Álvarez
- Gigí de la Mota
- Gustavo Aldana

## Comentarios
Nicolás Bermúdez escribió:

«…enfatiza la precariedad de sus planos con la persistente amenaza de diafragmación, diafragmación que indica menos la posibilidad de un pasaje de una escena a otra, de un corte narrativo, que el derrumbe de la imagen (la transición por diafragma es también signo de lo arcaico) ante el mínimo parpadeo. El prólogo del film, la única escena sin un encuadre marcado, es un ruego casi pagano y proporcionado con una economía de la pobreza: a muchos y familiarmente (“diosito querido, virgencita de Luján, San Cayetano, Ceferino Namuncurá”), Juan (Fabián Vena) les pide lo indispensable (“tener un buen día”); pero son ese ruego y esa economía los que parecen sostener el film: todo lo que esforzadamente le sigue, tanto en el relato como en la imagen, sigue bajo riesgo de una obturación definitiva, de mudez y de ceguera. Elemento expresivo, el cierre en iris se convierte aquí en una idea: …es un film que dice y muestra la precariedad, tanto de la fábula como de sus medios expresivos.»

Raúl Perrone declaró años después en revista Sudestada: 

«Labios de churrasco la hicimos en tres días. Y después pasó todo lo que pasó. Para mí fue súper grosso: intentar pasar una película en VHS a las 10 de la noche en el cine Lorca, por capricho, y que haya 800 tipos haciendo cola. No sé qué pasó, porque no hice nada para que pase eso. Explotó. La pidieron en Montevideo y se dio durante cuatro meses en la Cinemateca. Fue una película que parece ser que inspiró a mucha gente, en distintos países. Me pareció muy interesante. Pero fue hecha como una primera experiencia, con una cámara muy pedorra. Fue una respuesta a un montón de programas que no me gustaban nada, porque yo veía que la adolescencia no era lo que mostraban. En ese momento en el cine argentino no se hablaba de eso. No había pibes sentados en los cordones de las veredas, no se puteaba, no se hablaba así, no se hacían esas cosas. Yo sabía lo que estaba haciendo: mostrar desde mi ciudad que había una manera distinta de hacer cine.»

En el catálogo del Festival de Cine Internacional de Viena selee:

«Este es un filme emblemático porque se convirtió, sin habérselo propuesto, en la obra fundacional del nuevo cine independiente argentino, antes del Rapado de Rejtman y el Pizza, birra, faso de Adrián Caetano. El título de apertura “Ituzaingó, 1994” es mucho más que la definición témporo-espacial de la película, más bien representa la invención de un territorio fílmico simbólico que persistiría en toda la obra de Perrone. Calles, casas, espacios públicos, un video-club y un puesto de periódicos son los lugares para el vagabundeo de los jóvenes –criaturas atrapadas en un eterno presente vacío de proyectos- que retratan el perfil de la vecindad. La marginación social y política de los protagonistas es tan estruendosa como el profundo sentido de la amistad que los protege. El uso recurrente de los iris shots, una obsesión con el cielo de Ituzaingó, y una forma peculiar de entender la relación entre los espacios y la vida emocional ya están presentes en este primer e innovador trabajo, innovadora. Un director de cine y un agrimensor, Perrone tenía que primero medir y trazar los límites de  Ituzaingó con el fin de saber cómo filmar en los próximos años.»